# Empathie (série télévisée)
Empathie est une série télévisée québécoise en 10 épisodes de 45 minutes écrite par Florence Longpré. Elle est diffusée sur Crave à partir du 10 avril 2025.

## Synopsis
Empathie suit la docteur Suzanne Bien-Aimé, une psychiatre au fictif institut psychiatrique Mont-Royal, l'équivalent de l'Institut Philippe-Pinel. Elle est accompagnée par son assistant Mortimer, un agent d'intervention. La série se déroule autour des patients de l'institut Mont-Royal ainsi que des familles des deux personnages principaux.

## Distribution
- Florence Longpré : Dre Suzanne Bien-Aimé, psychiatre de l'Institut psychiatrique Mont-Royal
- Thomas Ngijol : Mortimer Vaillant, agent d'intervention
- Adrien Bletton : Émilien Delcourt, criminologue
- Benoît Brière : Jacques Dallaire, patient
- Lyraël Dauphin : Claude Simard, infirmière
- Josée Deschênes : Diane Tétrault, préposée à l'accueil au poste de sécurité
- Brigitte Lafleur : Carole Moisan, patiente
- Sofia Blondin : Astryd Bien-Aimé, sœur de Suzanne
- Igor Ovadis : Anton Koskov «Costco», patient
- Frédéric Khawam : Intervenant sécurité institut #2
- Jean-François Nadeau : Charles Villeneuve, patient
- Geneviève Alarie : Hélène Giroud, sociothérapeuthe

## Production
La série a été écrite avec l'aide de deux psychiatres.

## Distinctions
La série est récompensée au Festival Séries Mania en 2025. Elle y remporte le grand prix du public.